# Gesetz betreffend das Urheberrecht an Werken der Literatur und der Tonkunst
Das Gesetz betreffend das Urheberrecht an Werken der Literatur und der Tonkunst (LUG) war ein deutsches Gesetz. Es wurde am 19. Juni 1901 (Reichsgesetzblatt S. 227) erlassen. 
Wilhelm II. unterzeichnete es unter der Reichskanzlerschaft Graf von Bülows an Bord der Hohenzollern im Hafen von Cuxhaven. Das Gesetz betreffend das Urheberrecht an Schriftwerken u.s.w. vom 11. Juni 1870 (BGBl. 1870, S. 339) wurde außer Kraft gesetzt. Seine Vorschriften blieben aber in den Reichsgesetzen über den Schutz von Werken der bildenden Künste, von Photographien sowie von Mustern und Modellen für anwendbar erklärt.
Die Fristen für den Urheberschutz wurden am 13. Dezember 1934 von vormals 30 auf danach 50 Jahre verlängert (Gesetz zur Verlängerung der Schutzfristen im Urheberrecht vom 13. Dezember 1934 (RGBl. II S. 1395)).
Zusammen mit dem Gesetz betreffend das Urheberrecht an Werken der bildenden Künste und der Photographie (KUG) von 1907 wurde das LUG 1966 durch das Gesetz über Urheberrecht und verwandte Schutzrechte abgelöst.